# اچ‌دی ۶۸۹۸۸
اچ‌دی ۶۸۹۸۸ یک ستاره است که در صورت فلکی خرس بزرگ قرار دارد.